# Kloster Maria am Gestade

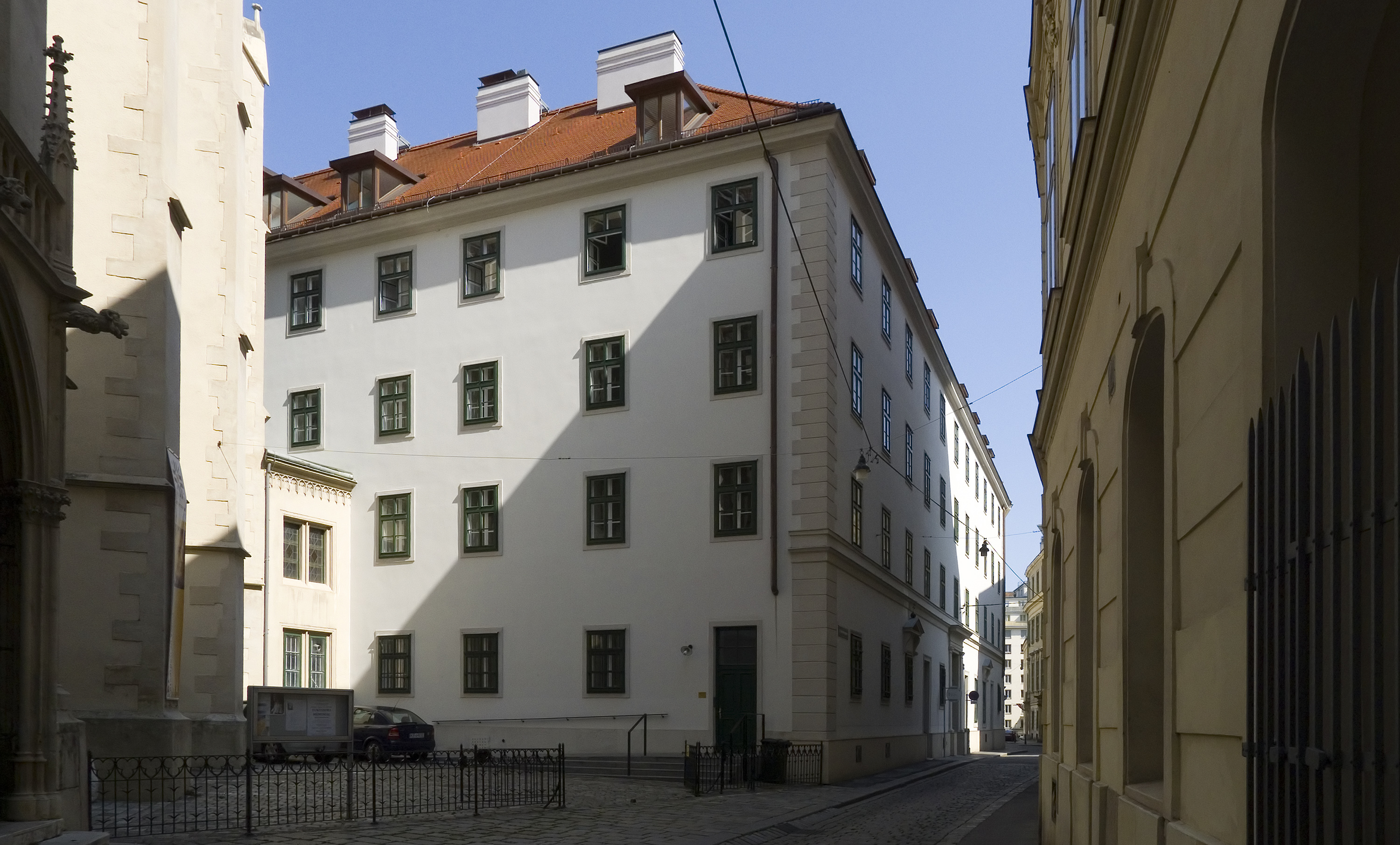
Das Kloster in der Salvatorgasse 12

Das Kloster Maria am Gestade ist ein Redemptoristenkolleg in der Salvatorgasse im 1. Wiener Gemeindebezirk Innere Stadt.

## Geschichte
Pater Klemens Maria Hofbauer erreichte, dass die Redemptoristen (Congregatio Sanctissimi Redemptoris CSsR) 1820 in Österreich als Ordensgemeinschaft zugelassen wurde. Maria am Gestade wurde ihr erstes Kloster, von hier aus erfolgten Klostergründungen in vielen Ländern Europas und Nordamerika.